# 鹿兒島灣

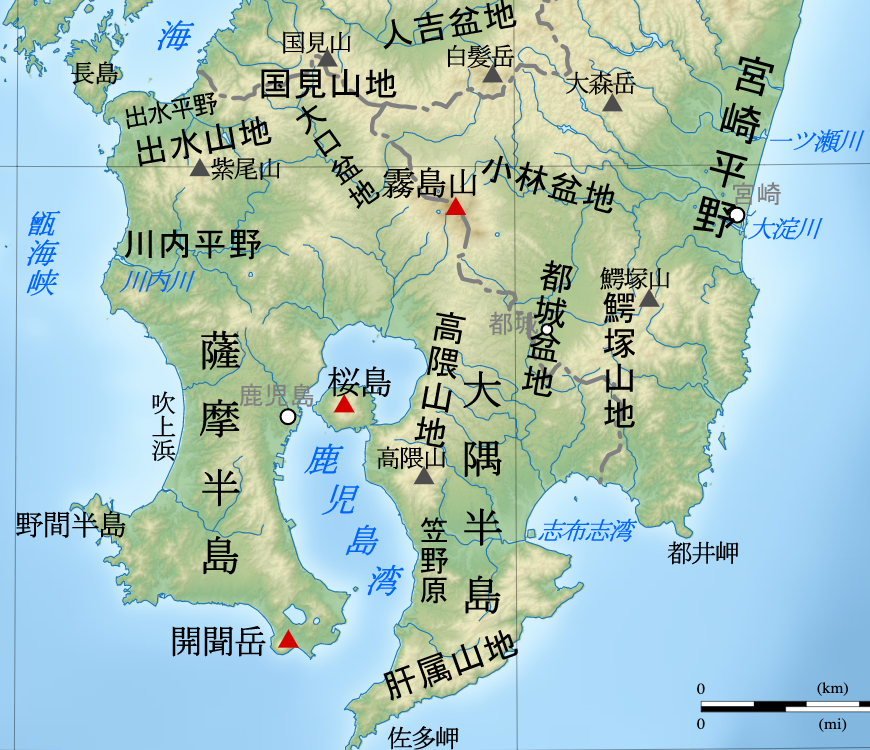
鹿兒島灣的位置

鹿兒島灣（日语：／ Kagoshima wan */?），別名錦江灣（日语：／ Kinkō wan */?），得名于岛津忠恒创作的和歌。位于鹿兒島縣薩摩半島與大隅半島間，面積1130平方公里，南北長約80km、東西寬約20km，可分为湾奥、湾中、湾口三部分。西侧鹿儿岛市喜入地区是日本红树林的最北界，海湾中也生活着海豚等众多生物，还发现了大量的锑矿。由于海湾的地形条件特殊，因此也被用作军事用途。1955年成立了锦江湾国定公园，现在属于雾岛锦江湾国立公园的锦江湾地区。湾两岸有众多港口，多条轮渡将其连接，是鹿儿岛湾上主要的交通方式。

## 名称
鹿儿岛湾，又被称为锦江湾，在鹿儿岛市内，许多桥梁、学校、公司等都以“锦江”为名。“江”在日语中有河流入海口的意思，而“锦江”一词，则来自于岛津久征在《黑川（即今日木山川）记》中引述的岛津忠恒创作的一首和歌：“浪のおりかくる錦は磯山の梢にさらす花の色かな”（海浪中若隐若现的锦缎，是海岸山头盛开之花的颜色吧），赞美了山上的花映在海浪中的美景。《黑川记》中提到：“歌中有錦波二字、因此又呼錦江”。如今，在日木山川的河口，竖立着一块石碑，上刻着这首和歌。《加治木乡土志》等据此认为在久征的时代，日木山川河口的海湾就被称作“锦江”；但也有人认为，根据《黑川记》原文，“锦江”在当时只是日木山川这条河的别称，直到明治時代，才转化为对海的称呼。
然而，指代鹿儿岛湾整体的专有名词，直到江户时代末期才开始出现。在此之前的地理书籍中，通常使用“入海”、“里海”、“内海”之类的词。“鹿儿岛湾”一词出现于19世纪下半叶，1863年萨英战争期间，英国制作了一份海图，上面标记着“KAGOSHIMA BAY”；同时期的威廉·威利斯也在信中提到了“The Bay of Kagoshima”，1877年5月2日的《鹿儿岛県日誌第二》中出现“鹿児島湾”一词；此外，1891年年8月的《鹿儿岛新闻》报道中出现了“锦湾”，同年11月的《鹿儿岛每日新闻》发刊词则使用了“锦江”一词。
在现代地图上，“鹿儿岛湾”是较为通用的称呼，不过1960年代以来的住宅地图与分县地图等中，经常将两个名称并列，写成“鹿儿岛湾（锦江湾）”，这可能受到1955年成立的“锦江湾国定公园”一名的影响。

## 地理
鹿儿岛湾面积共1,130km，南北长约80km、東西宽约20km，平均水深较深，达117m。湾岸附近的倾斜角较大，因此湾底地形呈碗状。湾岸线总长约330km，其中约60%建有护岸等人工设施。海湾从北到南可分湾奥部、湾中部、湾口部3片海域。
樱岛以北部分为湾奥部，构成了姶良火山臼，面积250km2，平均水深140m，最大水深206m，南北10-20km，東西约20km，有天降川、別府川等河流注入，沿岸城市有鹿儿岛市、姶良市、霧島市、垂水市。湾奥南部的新岛是鹿儿岛湾上唯一的有人岛，湾奥北部还有神造岛以及被合称为隼人三岛的边田小岛、弁天岛和冲小岛。海底活火山若尊位于湾奥的东北部，可以观测到火山性的喷气活动。樱岛西侧与萨摩半岛之间形成了宽1.9km的西樱岛水道，水深40m，两岸的鹿儿岛港和樱岛港以樱岛轮渡连接。而樱岛东侧因1914年大喷发而与大隅半岛相接。
樱岛和知林岛之间为湾中部，构成了阿多北部火山臼，面积580km2，平均水深126m，最大水深237m，南北约30km、東西约20km，有甲突川、永田川等河流注入，沿岸城市有鹿児島市、垂水市、鹿屋市、錦江町、指宿市。
知林岛以南为湾口部，构成了阿多南部火山臼的东部，面积300km2，平均水深80m，南北约20km、東西约10km，有雄川等河流注入，沿岸城市有指宿市、錦江町、南大隅町。萨摩半岛一侧岔有山川湾。

## 历史
自鹿儿岛湾以南的鬼界破火山口起，穿过鹿儿岛湾、加久藤盆地，一直延伸至人吉盆地附近，形成了一条南北向的正断层，名为“鹿儿岛地沟”。而如今的鹿儿岛湾呈现出这样的地貌，便是由于地壳沿着断层沉降，再加上阿多火山臼和姶良火山臼的火山活动形成的。在约2.5-3万年前的姶良火山臼大爆发以前，大隅半岛中部是浅海，鹿儿岛湾与志布志湾相连的。樱岛也是在这次爆发后形成的。在明治时代及之前，樱岛是湾内的一座岛屿，东侧被称为濑户海峡，水深80米、宽360米。然而，1914年的大正大喷发使樱岛与大隅半岛相连接，显著改变了海流和海湾的形状。
由于鹿儿岛湾的形状类似于珍珠港，珍珠港事件前，大日本帝国海军航空队和联合舰队曾在此进行秘密演习。由于湾水深且为内海，距离咽喉点的大隅海峡和虾野VLF发射站也相对较近，湾奥部至今仍被用作军事训练，是日本为数不多的潜水艇要塞。在西侧的鹿儿岛市，时常可以看到上浮的潜水艇。

## 自然环境

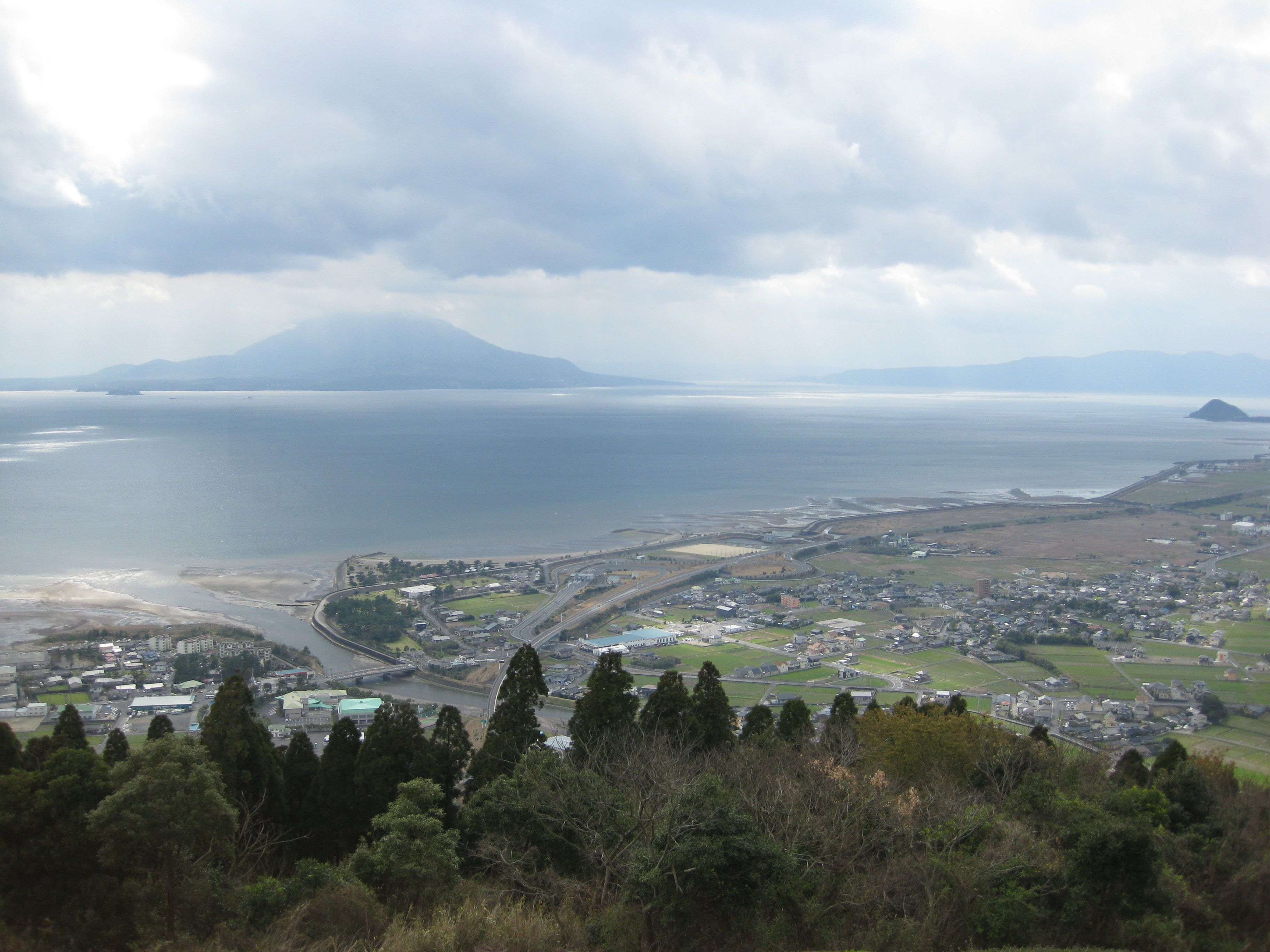
从雾岛市眺望湾奥（2009年3月）

湾中部西侧鹿儿岛市喜入地区分布着水笔仔林，是日本红树林的最北界。其中位于米仓川、岩崎川河口的水笔仔林被指定为国家特别天然纪念物：喜入琉球笄产地。
湾内栖息着三种不同的海豚，总数超过300头：樱岛以北的湾奥有印太瓶鼻海豚，湾口有宽吻海豚，长吻真海豚则在整个鹿儿岛湾都可以看到。此外，海滩则是海龟产卵地的最南限。在湾奥部的若尊附近的海底，还寄居着萨摩羽织虫。
鹿儿岛湾湾奥和湾中部的水深较深，而湾口较浅，导致海水更替时间较长，且注入海湾的河流流域约有90万人居住，生产和生活排放的废水使水质不断恶化。这导致每年发生数次赤潮，尤其是在1977年、1985年和1995年，造成了渔业大范围受灾。为此，政府于1979年5月制定了“鹿儿岛湾水质环境管理计划”，采取了下水道普及等措施。
根据2007年冈山大学的调查，湾东北的海底活火山若尊周辺深约200米的海底发现有热水喷出孔，随后的机器人调查揭示了大量的锑矿，预估约为90万吨。尽管这些矿床的水深适宜采矿，但开采可能导致海洋污染，对渔业构成威胁。
1955年，锦江湾国定公园成立。1964年，锦江湾国定公园与屋久島地区一同合并至雾岛国立公园，称为“雾岛屋久国立公园”，但屋久島地区又于2012年分离出去，改名“雾岛锦江湾国立公园”。目前，雾岛锦江湾国立公园的锦江湾地区，涵盖了16200公顷的陆地和数个海洋公园。

## 交通
鹿儿岛湾设有多出港口，如湾奥部的重富港、加治木港、隼人港，湾中部：鹿儿岛港、垂水港、鹿屋港，湾口的指宿港、山川漁港、根占港等。港口间设有轮渡，如连接樱岛和鹿儿岛市的樱岛轮渡、连接樱岛以及各小岛的鹿儿岛市营行政连络船、连接鸭池和垂水的鸭池・垂水轮渡、连接山川港和根占港的山川・根占轮渡等。

## 文化
有人认为文部省唱歌之一《我是海的孩子》的歌词，就是以鹿儿岛湾为创作灵感的。在鹿儿岛市面向海湾的“祇园之州公园”里，立着一座刻有这首歌歌词的歌碑。